# Atto
Atto (symbool: a) is het SI-voorvoegsel dat gebruikt wordt om een factor 10−18 aan te duiden.
Het wordt gebruikt sinds 1964; de naam is afgeleid van het Deense atten voor achttien.